# Devarahonnali, Honnali
Devarahonnali là một làng thuộc tehsil Honnali, huyện Davanagere, bang Karnataka, Ấn Độ.